# کریس کوئیگ
 کریس کوئیگ (انگلیسی: Chris Quigg؛ زاده ۱۵ دسامبر ۱۹۴۴) یک دانشمند اهل ایالات متحده آمریکا است.